# Dahlia Grey

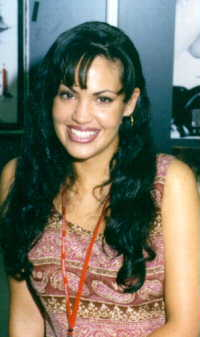
Dahlia Grey (2006)

Dahlia Grey (* 14. Februar 1972 in Seattle, Washington; auch bekannt als Jami Dion) ist ein US-amerikanisches Fotomodell und Pornodarstellerin.
Grey ist unter anderem bekannt für ihre Darstellungen von lesbischen Sexszenen in den Filmen von Regisseur Andrew Blake. Sie ist dort oft als Hauptdarstellerin zu sehen und hat zwölf Jahre mit Blake gearbeitet. Im März 1992 war sie unter dem Namen Jami Dion Pet of the Month der amerikanischen Zeitschrift Penthouse.

## Filmografie
- 1992: Verborgene Leidenschaft (Hidden Obsessions)
- 1993: Penthouse Satin & Lace II: Hollywood Undercover
- 1993: Les femmes érotiques
- 1995: Sex and Money
- 1995: Captured Beauty
- 1996: Unleashed
- 1997: Mission: Sex (Venus Descending)
- 1997: Possessions
- 1997: Dark Desires
- 1998: Wild
- 1998: Wet
- 1998: Pick-Up Lines 29: Patio Pleasures
- 1998: High Heels
- 1998: Delirious
- 1999: Playthings
- 1999: Pin-Ups
- 1999: Aroused
- 2000: 2000 Part Two
- 2000: 2000 Part One
- 2002: Justine
- 2003: Dollhouse
- 2003: Adriana
- 2004: Naked Diva
- 2004: Flirts 1
- 2005: Teasers
- 2005: Teasers II

## Auszeichnungen
- 2000: AVN Award: „Best Tease Performance“ in dem Film Playthings von Andrew Blake[1]